# Вандекавейе, Гелла
Гелла Вандекавейе (нидерл. Gella Vandecaveye; род. 5 июня 1973, Кортрейк, Западная Фландрия) — бельгийская дзюдоистка, 7-й дан (2013), двукратный призёр летних Олимпийских игр, двукратная чемпионка мира, семикратная чемпионка Европы, многократная чемпионка Бельгии.

## Спортивная биография
Гелла Вандекавейе начала заниматься дзюдо в 8 лет. На молодёжном уровне Гелла выиграла все возможные награды в рамках национальных первенств. В 1990 году Вандекавейе стала третьей на молодёжном чемпионате Европы. В 1990 году Гелла стала чемпионкой Бельгии уже среди взрослых, а начиная с 1992 года Вандекавейе выигрывала национальный чемпионат 13 раз подряд. В 1992 году Гелла дебютировала на летних Олимпийских играх в Барселоне. На играх бельгийка приняла участие в соревнованиях в категории до 61 кг. Гелла уверенно прошла два раунда, но на стадии 1/4 финала она уступила немке Фрауке Айкхоф. В утешительном раунде за третье место Вандекавейе уступила Елене Петровой и выбыла из дальнейшей борьбы. В 1993 году молодая бельгийская дзюдоистка неожиданно стала чемпионкой мира, победив в финале серебряную медалистку прошедших Олимпийских игр израильтянку Яэль Арад. Весной 1994 года Вандекавейе завоевала золото взрослого чемпионата Европы, проходившего в польском Гданьске. 1995 год ознаменовался для бельгийки двумя бронзовыми медалями крупнейших международных первенств.
На летних Олимпийских играх 1996 года в Атланте Вандекавейе уже рассматривалась, как претендентка на медали. Бельгийская дзюдоистка в категории до 61 кг смогла дойти до финала, где уступила японке Юко Эмото и стала серебряной медалисткой Игр. Начиная с 1997 года в течение пяти лет, Вандекавейе никому не отдавала титул лучшей дзюдоистки Европы в своей весовой категории. На мировых первенствах 1997 и 1999 годов Гелла дважды остановилась в шаге от победы, получив серебряные медали.
За два месяца до начала летних Олимпийских играх 2000 года в Сиднее Вандекавейе во время тренировочного лагеря порвала поперечную связку правого колена, и встал вопрос об участии спортсменки в Играх. Тем не менее вместе с со своим физиотерапевтом спортсменка смогла набрать форму и выступила в Сиднее. Несмотря на недавнюю травму, Гелла успешно выступила в соревнованиях в категории до 63 кг. За весь турнир бельгийская дзюдоистка уступила лишь раз, проиграв в четвертьфинале только по решению судей будущей серебряной медалистке Игр китаянке Ли Шуфан. За две недели до начала чемпионата мира 2001 года в Мюнхене Гелла, уронив кухонный нож, порезала себе большой палец на ноге, но тем не менее спортсменка смогла проявить характер и завоевала своё второе золото мировых первенств.
Летние Олимпийские игры 2004 года в Афинах сложились для Вандекавейе не самым лучшим образом. В четвертьфинале олимпийского турнира в категории до 63 кг бельгийка уступила словенской спортсменке Уршке Жолнир, а в утешительном турнире уступила титулованной кубинке Дриулис Гонсалес и осталась без олимпийской медали. В том же году Вандекавейе приняла решение завершить свою спортивную карьеру.
В 2009 году Вандекавейе посетила множество стран с целью встречи с бельгийцами, живущими в различных государствах мира, посещение бельгийских предприятий и посольств Бельгии. В рамках поездки ей удалось провести встречу с премьер-министром Российской Федерации Владимиром Путиным и Далай-ламой. В 2015 году введена в зал славы Международной федерации дзюдо.

## Достижения
- Дзюдоистка года в Европе (4): 1994, 1998, 1999, 2001
- Спортсменка года в Бельгии (2): 1993, 1997

## Государственные награды
- Великий офицер Ордена Леопольда I (2003 год).

## Личная жизнь
- Написала биографическую книгу «Гелла и Эдди, головокружительный дуэт» (нидерл. Gella & Eddy, een halsbrekend duo).
- В 2005 году в честь Геллы Вандекавейее была выпущена почтовая марка номиналом 0,50€ [6]